# Albany (Oklahoma)
Pour les articles homonymes, voir Albany.
Albany est une census-designated place du comté de Bryan, dans l'État d'Oklahoma, aux États-Unis,. En 2020, elle compte une population de 118 habitants.